# Acuclavella sheari
Espèce
Acuclavella sheari est une espèce d'opilions dyspnois de la famille des Ischyropsalididae.

## Distribution
Cette espèce est endémique d'Idaho aux États-Unis. Elle se rencontre vers la forêt nationale de Payette.

## Description

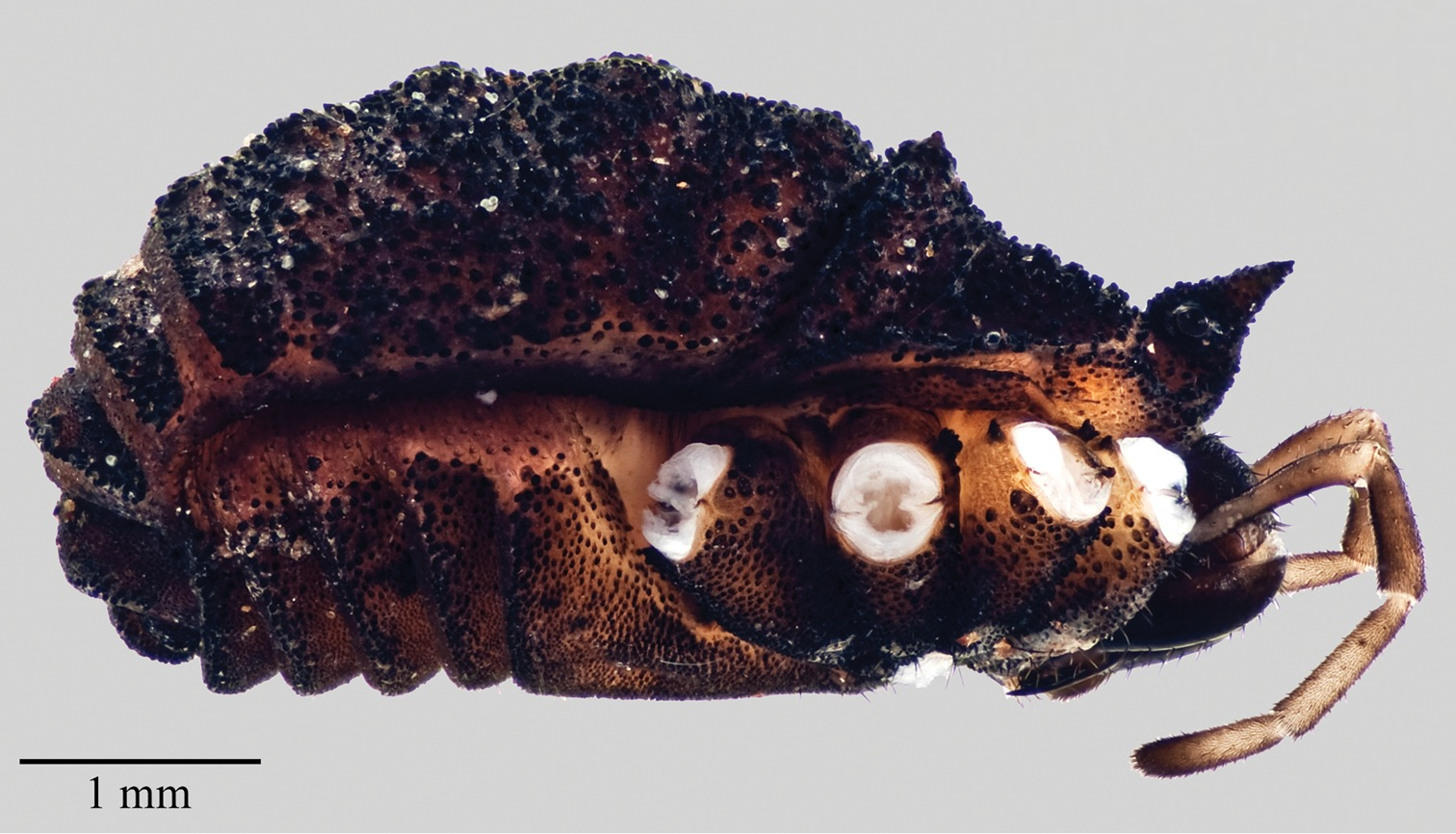
Acuclavella sheari ♀

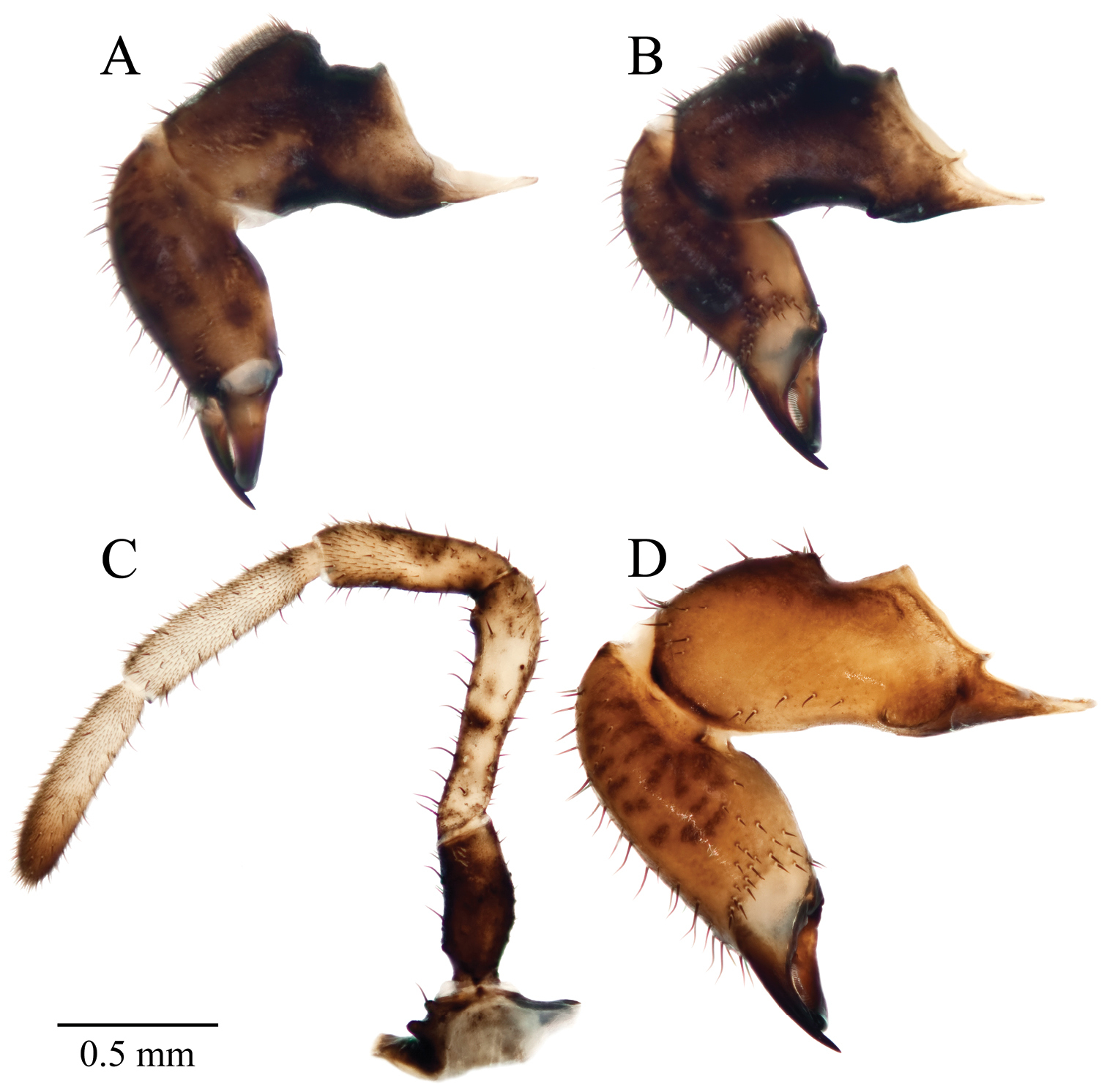
chélicère et pedipalpe dAcuclavella sheari ♀

Le mâle holotype mesure 3,90 mm et la femelle paratype 4,25 mm, les mâles mesurent de 3,68 à 4,06 mm et les femelles de 4,05 à 4,65 mm

## Systématique et taxinomie
Cette espèce a été décrite par Richart et Hedin en 2013.

## Étymologie
Cette espèce est nommée en l'honneur de William A. Shear.

## Publication originale
- Richart & Hedin, 2013 : « Three new species in the harvestmen genus Acuclavella (Opiliones, Dyspnoi, Ischyropsalidoidea), including description of male Acuclavella quattuor Shear, 1986. » ZooKeys, vol. 311, p. 19–68 (texte intégral).